# Račo Petrov
Račo Petrov (in bulgaro Рачо Петров?; Šumen, 3 marzo 1861 – Belovo, 2 gennaio 1942) è stato un generale e politico bulgaro e primo ministro del principato di Bulgaria per due mandati ad interim.
Soldato di talento, Petrov fu nominato capo di stato maggiore all'età di 24 anni e ministro della difesa a 27.
Durante la prima guerra mondiale prestò servizio come capo della quarta armata.
Come politico servì due volte come primo ministro a capo di un'amministrazione ad interim apartitica, dapprima dal 25 gennaio al 5 marzo del 1901, e la seconda volta per un periodo più lungo dal 19 maggio 1903 al 5 novembre 1906, chiamato in carica per paura di una guerra in seguito ad un'insurrezione bulgara nella Macedonia ottomana.